# Philipp Fischer (Metallurg)
Johann Philipp Fischer (* 7. Mai 1846 in Trier; † 19. Februar 1927 in Duisburg-Ruhrort) war ein deutscher Ingenieur, Metallurg und Eisenhüttenmann.

## Leben
Philipp Fischer, Sohn des Metzgers Philipp Fischer senior und der Elisabeth geborene Henn, studierte an der Gewerbeakademie und an der Bergakademie in Berlin, bevor er Stellen in den Dillinger Hüttenwerken, anschließend im 1839 von Carl Stein gegründeten Walzwerk in Wehbach an der Sieg innehatte. 1872 trat Fischer eine Assistentenstelle im Puddel- und Walzwerk der Hütte Phoenix in Ruhrort an, in dem sein damaliger Walzwerkchef Franz Freudenberg (1844–1912) auf Veranlassung einer englischen Firma die mit großen Schwierigkeiten verbundenen ersten Versuche zum Walzen von Rillenschienen durchführte.
1880 wurde Philipp Fischer in der Nachfolge von Franz Freudenberg zum Walzwerkchef bestellt, eine Position, die er bis zu seiner Verabschiedung in den Ruhestand 1917 innehielt. Fischer wandte sich ganz der Herstellung von Rillenschienen zu, wobei er ein Verfahren entwickelte, das auch heute noch grundsätzlich maßgebend für die Herstellung dieser Schienen ist. Zudem galt sein Einsatz der Weiterentwicklung des Schienenstoßes, wie überhaupt des gesamten Straßenbahnoberbaus.
Der 1909 zum Baurat, 1917 zum Geheimen Baurat ernannte Philipp Fischer war mit Emilie Aurelie, der Tochter des Kaufmanns Hermann Hannesen, verheiratet, mit der er zwei Söhne hatte.

## Schrift
- Die Rillenschiene, ihre Entstehung und Entwicklung. In: Stahl und Eisen. Band 29, 1909, S. 1217–1221, 1262–1267.